# 중립 (갓)

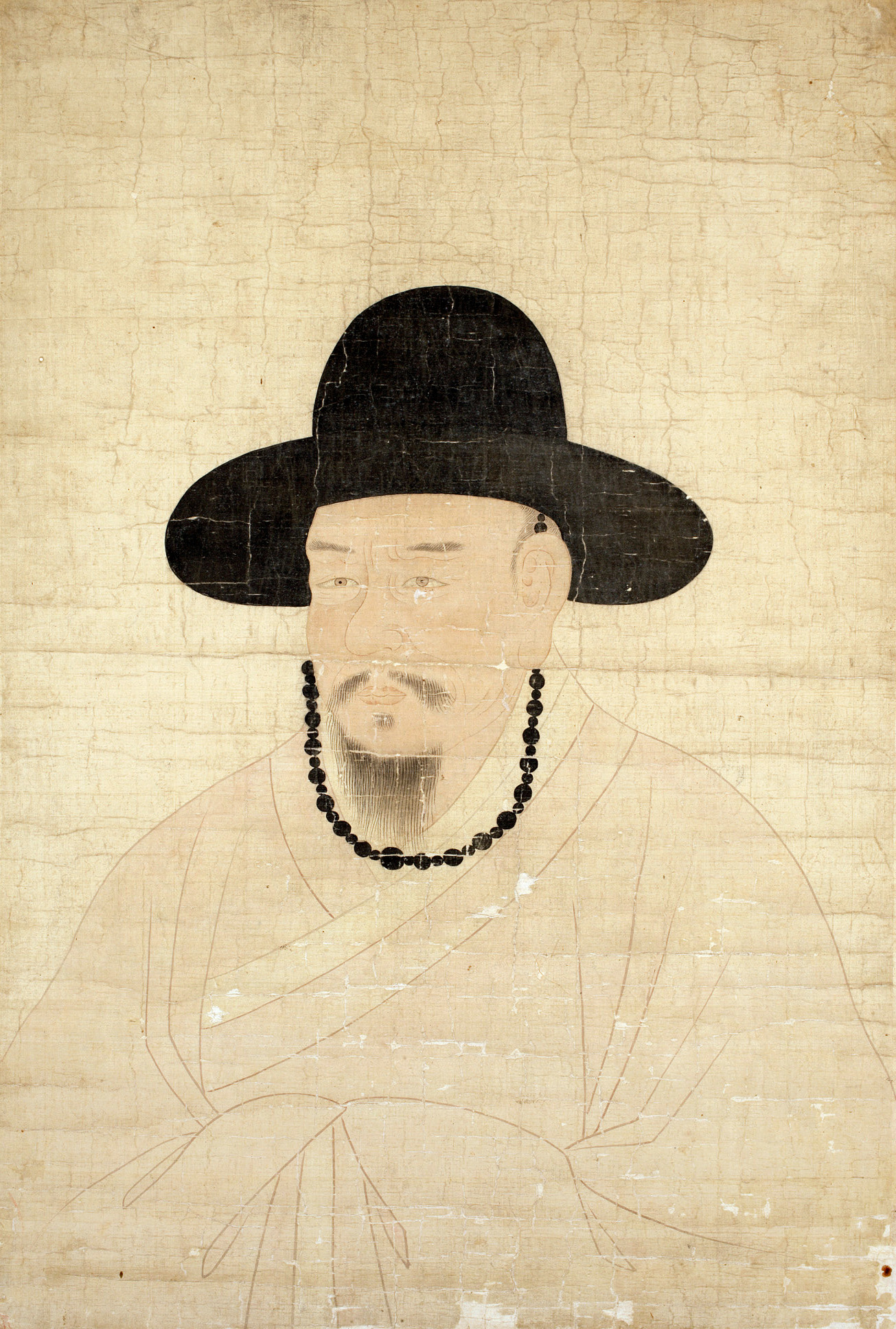
중립을 쓴 김시습 초상.

중립(中笠)은 대오리를 엮어 검게 칠한 갓이다. 조선 초기에 애용되었다.